# Růžena Dostálová
Růžena Dostálová (* 22. April 1924 in Bratislava; † 28. August 2014 in Prag) war eine tschechoslowakische beziehungsweise tschechische Altphilologin und Byzantinistin. Sie galt als die herausragende Vertreterin ihres Faches in ihrem Heimatland und als die tschechische Doyenne der Gräzistik.

## Leben und Leistungen
Růžena Dostálová studierte zwischen 1945 und 1950 Klassische Philologie und von 1949 bis 1952 Neogräzistik an der Karls-Universität in Prag. 1952 wurde sie dort mit einer papyrologischen Arbeit promoviert. 1959 erhielt sie eine Wissenschaftliche Aspirantur. Im Anschluss an ihren Abschluss begann Dostálová an der Tschechoslowakischen Akademie der Wissenschaften zu arbeiten. 1993, eigentlich schon im Rentenalter, habilitierte sie sich an der Karls-Universität. 1996 wurde sie dort zur Außerordentlichen Professorin für Klassische Philologie ernannt. Neben der Karls-Universität lehrte sie auch an der Masaryk-Universität in Brünn.
Dostálová machte sich sowohl als Wissenschaftlerin als auch als Übersetzerin um die griechische Sprachwissenschaft in der Tschechoslowakei, beziehungsweise Tschechien, verdient. Sie arbeitete zu vielen verschiedenen Themenbereichen, etwa zu den antiken Mysterien, zum byzantinischen Bildungssystem und zum antiken Roman. Häufig arbeitete sie auf der Grundlage papyrologischer Quellen. Zudem verfasste Dostálová ein Griechisch-Lehrbuch. Für das Slovnik řeckých spisovatelů (Lexikon der griechischen Autoren) trug sie die Artikel über die antiken und die byzantinischen Autoren bei. 2004 erhielt sie für ihre Übersetzungsleistungen die Goldmedaille der Griechischen Vereinigung der Übersetzer schöngeistiger Literatur. 2010 wurde sie für ihr Lebenswerk als Kommandeurin in den griechischen Phönix-Orden aufgenommen. 2011 erhielt sie die Medaille der Gelehrten Gesellschaft der Tschechischen Republik.

## Publikationen (Auswahl)
- Byzantská vzdělanost. Vyšehrad, Prag 1990, ISBN 80-7021-034-6, [2. Auflage: 2003, ISBN 80-7021-409-0].
- Il romanzo greco e i papiri. Karls-Universität, Prag 1991, ISBN 80-7066-348-0.
- mit Radislav Hošek: Antická mystéria. Vyšehrad, Prag 1997, ISBN 80-7021-217-9.
- Základní kurz novořeckého jazyka. Masaryk-Universität, Brünn 2000, ISBN 80-210-2395-3, [3. Auflage: 2008, ISBN 978-80-86277-65-3].
- Řecko. Libri, Prag 2002, ISBN 80-7277-110-8.
- Geografie a mýty v Dionysiakách Nonna z Panopole. Pavel Mervart, Červený Kostelec 2009, ISBN 978-80-86818-96-2.